# Platonizem
Platonizem je iluzija razlike, iluzorno razlikovanje sofistike in filozofije, ideologije in znanosti. Platon je skušal dati precizen teoretičen status filozofiji, platonizem je originalna filozofija, Platon pa je »začetnik« filozofije, tako da je odslej vsa filozofija, ki to hoče biti, bolj ali manj platonistična.
Med platoniki, Platonovimi nasledniki pri vodstvu Akademije, sta najbolj znana Spensipos in Ksenokrat, ki sta zlasti s kasnejšimi Platonovimi deli povezala mitično-religiozno tendenco. 
Sicer pa so se platoniki posvečali v glavnem praktično-etičnim problemom.